# Berks County
Das Berks County ist ein County im US-Bundesstaat Pennsylvania. Bei der Volkszählung im Jahr 2020 hatte das County 428.849 Einwohner und eine Bevölkerungsdichte von 193 Einwohnern pro Quadratkilometer. Der Verwaltungssitz (County Seat) ist Reading.

## Geographie
Das County liegt im nordwestlichen Vorortbereich von Philadelphia und hat eine Fläche von 2242 Quadratkilometern, wovon 18 Quadratkilometer Wasserfläche sind. An das Berks County grenzen folgende Countys:
|                  | Schuylkill County | Lehigh County     |
| Lebanon County   |                   | Montgomery County |
| Lancaster County |                   | Chester County    |

Das County wird vom Office of Management and Budget zu statistischen Zwecken als Reading, PA Metropolitan Statistical Area geführt.

## Geschichte
Das Berks County wurde am 11. März 1752 aus dem Chester County, dem Lancaster County und dem Philadelphia County gebildet und nach Berkshire, England benannt. Das Berks County wurde im 18. Jahrhundert überwiegend von evangelischen Deutschen besiedelt.
Im County liegt eine National Historic Site, die Hopewell Furnace National Historic Site. Drei Orte haben den Status einer National Historic Landmark, die Gruber Wagon Works, die Keim Homestead und die Conrad Weiser Homestead. 134 Bauwerke und Stätten des Countys sind im National Register of Historic Places (NRHP) eingetragen (Stand 18. Juli 2018).

## Demografische Daten

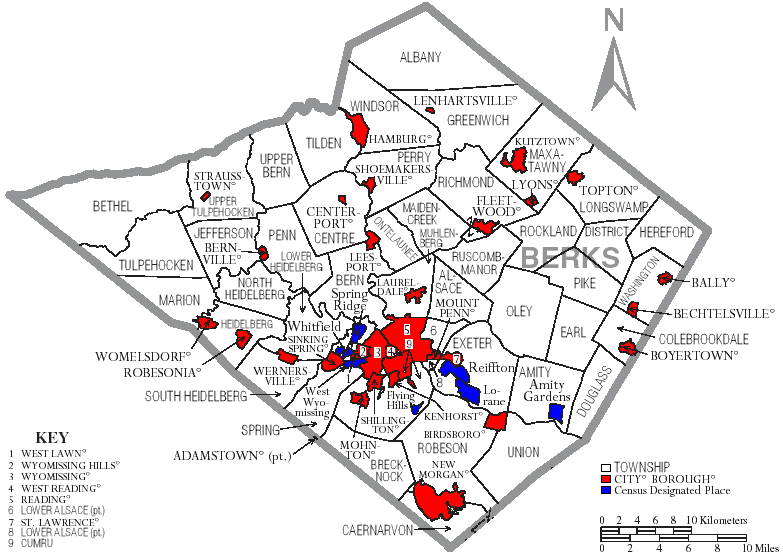
Karte des Berks Countys

Nach der Volkszählung im Jahr 2010 lebten im Berks County 411.442 Menschen in 150.225 Haushalten. Die Bevölkerungsdichte betrug 168 Einwohner pro Quadratkilometer.
Ethnisch betrachtet setzte sich die Bevölkerung zusammen aus 83,2 Prozent Weißen, 4,9 Prozent Afroamerikanern, 0,3 Prozent amerikanischen Ureinwohnern, 1,3 Prozent Asiaten sowie aus anderen ethnischen Gruppen; 2,5 Prozent stammten von zwei oder mehr Ethnien ab. Unabhängig von der ethnischen Zugehörigkeit waren 16,4 Prozent der Bevölkerung spanischer oder lateinamerikanischer Abstammung.
In den 150.225 Haushalten lebten statistisch je 2,57 Personen.
23,9 Prozent der Bevölkerung waren unter 18 Jahre alt, 61,7 Prozent waren zwischen 18 und 64 und 14,4 Prozent waren 65 Jahre oder älter. 50,6 Prozent der Bevölkerung war weiblich.

Das jährliche Durchschnittseinkommen eines Haushalts lag bei 53.239 USD. Das Prokopfeinkommen betrug 25.365 USD. 12,1 Prozent der Einwohner lebten unterhalb der Armutsgrenze.

## Städte und Gemeinden
City
- Reading

Boroughs
| - Adamstown1 - Bally - Bechtelsville - Birdsboro - Boyertown - Centerport | - Fleetwood - Hamburg - Kenhorst - Kutztown - Laureldale - Leesport | - Lenhartsville - Lyons - Mohnton - Mount Penn - New Morgan - Robesonia | - St. Lawrence - Shillington - Shoemakersville - Sinking Spring - Strausstown - Topton | - Wernersville - West Reading - Womelsdorf - Wyomissing |

Census-designated places (CDP)
| - Amity Gardens - Flying Hills - Lorane - Reiffton | - Spring Ridge - West Wyomissing - Whitfield |

1 – teilweise im Lancaster County